# Hollywood Undead
Hollywood Undead (с англ. «Голливудская нежить») — американская рок-группа из Лос-Анджелеса, основанная в 2005 году. Творчество коллектива базируется на смешении рок-музыки с хип-хопом и, соответственно, в основном классифицируется как рэп-рок.
На данный момент группа выпустила восемь студийных альбомов: Swan Songs (2008), American Tragedy (2011), Notes from the Underground (2013), Day of the Dead (2015), Five (2017), New Empire, Vol. 1 (2020), New Empire, Vol. 2 (2020), Hotel Kalifornia (2022), три мини-альбома: Swan Songs B-Sides EP, Swan Songs Rarities EP и PSALMS. А также сборники Desperate Measures (2009) и American Tragedy Redux (2011) . Участники группы на концертах и фотосессиях носят маски. Всего было продано больше 10 миллионов копий альбомов группы по всему миру. В январе 2013 года дебютный альбом Swan Songs получил платиновую сертификацию от Американской ассоциации звукозаписывающих компаний.

## История

### Формирование (2005—2007)
Группа была образована в 2005 году после того, как Deuce (Арон Эрлихман) и J-Dog (Джорел Деккер) разместили на MySpace песню под названием The Kids. Получив положительный отклик, они нашли других участников группы в Интернете. В 2005 году состав группы был таким: Shady Jeff (Джефф Мэтью Филипс), Johnny 3 Tears (Джордж Артур Рейган), Funny Man (Дилан Питер Альварез), Charlie Scene (Джордан Кристофер Террелл), Da Kurlzz (Мэттью Бусек) и The Phantasm (Джастин Лафаэт Роман). В интервью журналу Shave J-Dog пояснил: «Тот, кто в нужный момент был в комнате и играл на инструменте, стал участником группы». Касательно названия «Hollywood Undead» J-Dog рассказал, что первая совместно записанная песня называлась «Hollywood» (позже название было изменено на «No.5»), а группу планировали назвать просто «Undead». Увидев диск с песней, один знакомый группы сказал: «Undead Hollywood», а затем, прочитав наоборот: «Hollywood Undead? Крутое название!».
Shady Jeff позднее ушёл из Hollywood Undead и открыл сеть автозаправочных станций, специализирующихся на биотопливе. Одной из особенностей группы стали маски, с помощью которых музыканты скрывают свою внешность. По мере роста популярности коллектива на Hollywood Undead обратили внимание в недавно созданном лейбле MySpace Records, и их песня «No.5» вошла в сборник Myspace Records Vol. 1; тогда же группа сняла видеоклип на этот трек. Своему успеху на MySpace они во многом обязаны их общему другу Джеффри Стару, который к тому времени уже был серьёзно раскручен в этой социальной сети и помогал им продвигать страницу группы.

### Контракт с лейблом, Swan Songs и Desperate Measures (2007—2010)
Чуть больше года потребовалось Hollywood Undead на запись треков для альбома. Ещё около двух лет они занимались поисками лейбла, который не будет подвергать цензуре их альбом. Изначально у группы был подписан контракт с MySpace Records но после того как лейбл попытался подвергнуть цензуре их альбом, группа разорвала с ним контракт и стала искать другой лейбл. В итоге группа подписала контракт с A&M/Octone Records и выпустила свой дебютный альбом Swan Songs 2 сентября 2008 года. Альбом продюсировали Дон Гилмор (Don Gilmore) и Дэнни Лонер (Danny Lohner), известные по работе с такими группами как Linkin Park и Nine Inch Nails. За месяц до выпуска альбома группа дает свое первое live-выступление на Virgin Mobile Festival с такими песнями как «Undead», «Black Dahlia», «California».
Swan Songs дебютировал на 22 месте в Billboard 200 с 21 000 копий альбома, проданных за первую неделю. В конце 2009 года группа выиграла Rock on Request Awards в номинации «Лучшая кранк/рэп-рок-группа».

### Конфликт с Deuce
В 2009 году вокалист и основатель группы Deuce неожиданно не принял участие в Vatos Locos Tour. Charlie Scene заявил в интервью: «Он хотел личного помощника» (друг Deuce, Джимми Юма, который принимал участие в создании масок, а также записывал вместе с Deuce песню «This Love, This Hate») во время тура. Ни у кого из нас не было личного помощника, мы ведь не эгоманьяки. Нам этого не надо, а он хотел, чтоб группа платила за это в течение четырёх месяцев … Мы поехали в аэропорт, чтобы вылететь на следующее выступление. Он не явился. Мы позвонили ему, но он не взял трубку. И в течение двух недель мне пришлось петь вместо него".
Тогда группа пригласила своего старого друга Даниэля Мурильо исполнять вокальные роли Deuce во время тура. Даниэль согласился, прервав тем самым карьеру вокалиста в пост-хардкор группе Lorene Drive и выступление в известном шоу American Idol. В середине января 2010 года группа официально объявила его новым участником, дав псевдоним Danny. Весной 2010 года Deuce записывает песню «Story of a Snitch», в которой утверждает, что его выгнали из группы. В ответ на это Hollywood Undead заявили, что не будут поддаваться на эти провокации, чтобы «не опускаться до его уровня». После ухода из Hollywood Undead Deuce занялся сольной карьерой.

### American Tragedy и Redux (2010—2012)

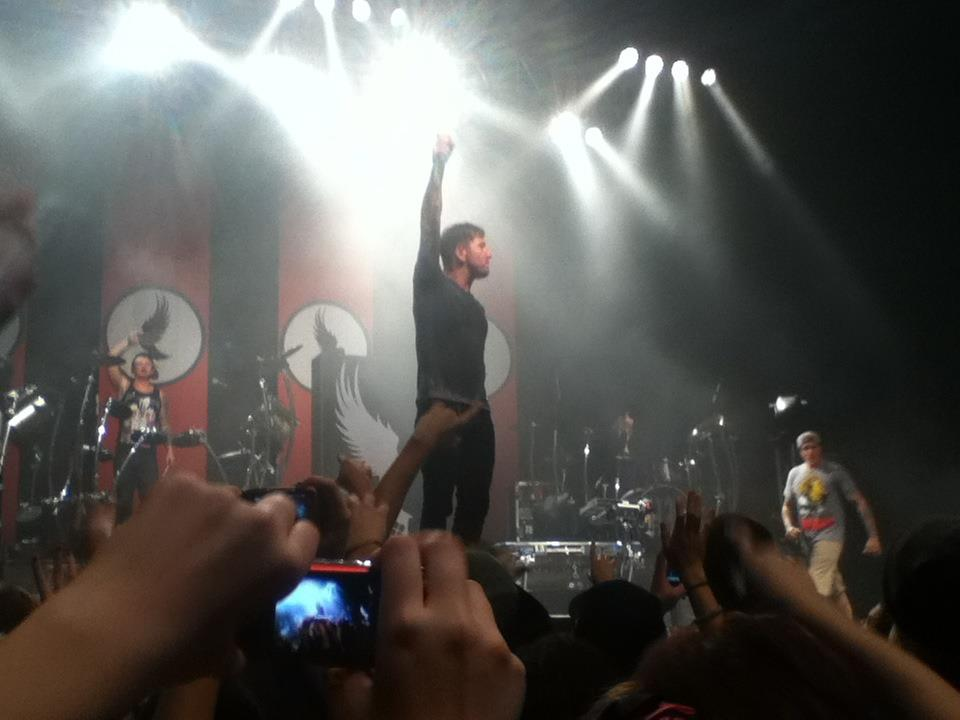
Даниэль на концерте World War 3 Tour, в 2011 году

В начале 2010 года группа начала запись материала для нового альбома. 1 апреля на iHeartRadio открывается станция «Undead Radio». Группа совместно с главой лейбла A&M/Octone Джеймсом Динером (James Diener) заявили, что собираются выпустить альбом осенью 2010 года. Динер также высказал мнение, что «альбом ждёт успех, ведь группа сделала большой шаг вперёд». Также группа подтвердила, что продюсером альбома станет Дон Гилмор.
Запись альбома закончилась в середине ноября. 8 декабря 2010 года группа анонсирует сингл «Hear Me Now». 13 декабря песня попадает в ротацию радиостанций. Цифровой сингл выходит 21 декабря. 11 января группа сообщает, что новый альбом будет называться American Tragedy, и назначает его выход на 8 марта 2011 года. На следующий день на канале YouTube группы появляется превью альбома. 21 января становится доступна демо-версия трека «Comin' in Hot». 22 января группа отправляется в Nightmare After Christmas Tour вместе с Avenged Sevenfold и Stone Sour. 5 февраля 2011 года становится доступной для скачивания песня «Been to Hell». 22 февраля группа переносит дату выхода альбома на 5 апреля. 15 марта 2011 года выходят сразу два сингла в поддержку альбома — «Been to Hell» и «Coming Back Down».
5 апреля 2011 года состоялся выход альбома American Tragedy. В первую неделю было продано около 67 000 копий альбома. Альбом занял четвёртую позицию в Billboard 200 и первое место в Top Hard Rock Albums. В Канаде альбом занял 5-е место, а в Великобритании — 43-е. Ремиксованная версия песни «Levitate» звучит в игре «Shift 2: Unleashed». Песня «Glory» использовалась в рекламе спортивного телеканала «ESPN».
В поддержку альбома Hollywood Undead в апреле — мае 2011 гастролировали вместе с 10 Years, New Medicine и Drive-A в турне Revolt Tour. После этого группа отыграла несколько концертов в Европе, Австралии и Канаде. В середине лета группа вместе с All That Remains и Hyro Da Hero отправилась в Endless Summer Tour. В августе был объявлен конкурс любительских видео, лучшие из которых войдут в видеоклип на песню «My Town», которую планировалось выпустить синглом. Однако сингл и видеоклип так и не вышли.
В августе 2011 года группа объявила о выходе нового альбома, American Tragedy Redux, состоящего из ремиксов песен из альбома American Tragedy. В конце августа был объявлен конкурс фанатских ремиксов на песни «Le Deux» и «Bullet», лучший из которых войдёт в альбом, а победитель получит деньги, футболку и аксессуары с атрибутикой Hollywood Undead. В октябре группа сняла и выпустила сингл и видеоклип на ремикс песни «Levitate». 1 ноября 2011 года группа отправилась в тур «World War III» вместе с группами Asking Alexandria, We Came As Romans, Borgore, и DRUGS. 21 ноября состоялся релиз альбома American Tragedy Redux. После этого группа отправилась в турне «Buried Alive» вместе с Avenged Sevenfold, Black Veil Brides и Asking Alexandria.

### Notes from the Underground (2013—2014)
После продолжительных гастролей в течение 2011, в поддержку своего второго студийного альбома, American Tragedy, и первого альбома ремиксов, American Tragedy Redux, Charlie Scene объявили о планах начать работу над третьим студийным альбомом в конце ноября 2011 года. Это заявление было сделано после окончания тура «World War III» в котором Hollywood Undead участвовали вместе с группой Asking Alexandria. Charlie Scene заявил, что группа начнет записывать демо-версии песен во время турне «Buried Alive» и начнёт запись финальных версий треков сразу после окончания турне, в декабре 2011 года. Он также заявил, что альбом будет звучать более похоже на Swan Songs, чем на American Tragedy. Комментируя разницу в звучании на этот раз, он заявил: «Я бы сказал, что на этот раз лейбл дал нам полную свободу в плане творчества. Я думаю, это будет более похоже на Swan Songs, чем на American Tragedy. Это будет смесь и того и другого, я имею в виду, что мы все растем как музыканты, мы взрослеем, и мы занимаемся музыкой довольно-таки долго, поэтому я думаю, это будет больше похоже на Swan Songs, и я думаю, что нашим фанатам это очень понравится.» Позже в интервью Charlie Scene заявил, что группа не собирается затягивать с выходом альбома и планирует выпустить его в конце лета. В январе 2012 года музыкальный журнал ArtistDirect назвал новый альбом одним из самых ожидаемых альбомов года.
19 октября группа выложила трек «Dead Bite» для свободной загрузки. «We Are», первый сингл из альбома, вышел 29 октября 2012 года. В то же время было объявлено название альбома — Notes From The Underground. 10 декабря вышел клип на песню «We Are». Выход альбома состоялся 8 января 2013 года, за два дня до этого альбом был слит в сеть.

### Day of the Dead (2015—2016)
Работа над четвёртым альбомом началась в процессе «Notes from the Ground Tour» в 2013 году. Альбом записывался с декабря 2013 по апрель 2014 года.
20 октября Дарен Пфайфер, сессионный барабанщик группы, объявил о своем вынужденном уходе из группы. Причиной этого является то, что Дарен недавно переехал в Филадельфию, к своей жене, и теперь у них есть ребёнок.
21 октября Hollywood Undead выпустили первый трек из четвёртого студийного альбома под названием «Day of the Dead». Однако 17 октября видео со стримом песни было случайно опубликовано на их официальном канале. Видео находилось в публичном доступе около 8 часов, а затем было убрано в личный доступ.
3 февраля состоялся официальный анонс альбома, Hollywood Undead сообщили, что четвёртый студийный альбом выйдет 31 марта.
5 февраля стало известно, что съёмки клипа на песню «Day of the Dead», пройдут в ближайшее время, а режиссёром станет Спенс Николсон. Ранее он уже работал с Hollywood Undead над видео на сингл «Everywhere I Go».
8 февраля появилась информация, что клип на «Day of the Dead» выйдет в последнюю неделю февраля.
10 февраля появился отрывок новой песни «Usual Suspects», первой из пяти песен, которые группа продемонстрирует до выхода альбома, а также отрывок из видео на песню «Day of the Dead». Также стала известна дата начала предзаказа альбома — 17 февраля (День выхода сингла «Usual Suspects»).
16 февраля в сеть слили трек «Usual Suspects» (песня вышла раньше из-за разницы во времени: 11 часов), также выпущен сингл — «Gravity» — 22 февраля. 9 марта вышла песня «How We Roll». Клип на «Day Of The Dead» первоначально должен был выйти 2 марта, но в связи с мини-туром по Австралии, монтаж прекратился. Лейбл уверяет, что постарается выпустить клип как можно быстрее. Помимо этого появился трек лист Deluxe издания альбома.
16 марта вышел четвёртый сингл из нового альбома группы «Live Forever», а 24 марта вышел сингл «Disease». Альбом «Day of the Dead» вышел 31 марта.

### Five, уход Da Kurlzz (2017—2018)
После долгого затишья, 19 июля 2017 года происходит слив в интернет первого сингла под названием «California Dreaming». В отличие от предыдущих релизов группы, данная песня по стилю ближе к грув-металу и металкору, чем к рэп-року или хип-хопу. С ноября по декабрь 2017 года у группы был запланирован мировой тур. На 2018 год у группы запланирована европейская часть тура в связи с выходом нового альбома. Тур в России прошел по городам: Санкт-Петербург, Москва, Екатеринбург, Воронеж, Ростов-на-Дону. На съемках клипа к синглу «California Dreaming» не было шестого участника группы Da Kurlzz. В августе было официально заявлено, что участников осталось пятеро. Пятый альбом группы, названный «Five», вышел 27 октября 2017. 24 июля группа официально выпускает сингл «California Dreaming» и клип на него. 18 августа происходит слив второго сингла под названием «Whatever It Takes». 25 августа группа официально выпускает второй сингл «Whatever It Takes» и клип на него. 27 сентября происходит слив «Renegade» в сеть. 29 сентября клип на эту композицию был опубликован на официальном канале группы. 12 октября выходит тизер песни «We Own The Night». Дата выхода трека и клипа — 13 октября. 20 октября альбом Five слили в Сеть в свободный доступ.

### Psalms EP (2018)
21 мая новый сингл появляется на радио 94.1 Zone. 1 июня группа официально выпускает сингл «Gotta Let Go». «Каждый раз, когда мы оглядываемся в прошлое, мы видим в нём только трудности и невзгоды. Мы слишком часто забываем о хорошем, потому что мы ослеплены той болью, через которую мы все проходим. Эта песня о том, что эту боль надо отпустить, чтобы увидеть, что жизнь может быть прекрасной.» — Johnny 3 Tears о вышедшей песне. 27 июня вышел музыкальный клип на песню «Gotta Let Go». 18 июля был слит второй новый сингл «Another Level». 27 июля группа официально выпустила новый сингл «Another Level». 25 октября в официальном Instagram-аккаунте группы появился первый тизер нового альбома. 29 октября стало известно что мини-альбом под названием «Psalms» будет выпущен 2 ноября и в нём, помимо выпущенных ранее в этом году «Gotta Let Go» и «Another Level», будут присутствовать 3 новые песни: «Bloody Nose», «Live Fast Die Young», «Something To Believe». 31 октября песня «Bloody Nose» появляется на радио SiriusXM. 1 ноября мини-альбом «Psalms» был слит в Сеть. 2 ноября группа официально выпустила новый мини-альбом «Psalms».

### New Empire, Vol. 1 (2019—2020)
Летом 2019 года, после очередного затишья, группа дала интервью, где сообщила о том, что готовит альбом, который планирует разбить на 2 части. Первую часть планировалось выпустить осенью 2019 года, а вторую весной 2020 года, однако оба релиза не вышли в срок. 25 октября 2019 группа официально выпускает сингл «Already Dead». 31 октября 2019 группа официально выпускает музыкальный клип на песню «Already Dead». 11 ноября 2019 в своем Instagram группа сообщает о сюрпризе к 15 ноября. 15 ноября 2019 группа выпускает новый сингл «Time Bomb» в котором свою вокальную роль имеют все участники группы, а спустя несколько часов в своем Instagram группа анонсирует новый альбом «New Empire, Vol. 1», выход которого назначен на 14 февраля 2020 года, то есть на начало совместного евротура с Papa Roach. 10 января 2020 группа официально выпускает сингл и музыкальный клип на песню «Empire». 7 февраля 2020 альбом «New Empire, Vol. 1» слили в Сеть в свободный доступ. 14 февраля 2020 группа официально выпустила новый альбом «New Empire, Vol. 1».

### New Empire, Vol. 2 (2020)
20 августа 2020 группа официально выпускает музыкальный клип на песню «Idol».
18 сентября 2020 группа официально выпускает песню «Coming Home».
16 октября 2020 группа официально выпускает песню «Heart of a Champion (Remix)».
13 ноября 2020 группа официально выпускает песню «Gonna Be OK».
4 декабря 2020 группа официально выпустила новый альбом «New Empire, Vol. 2». В альбоме присутствуют песни, совместные с Tech N9ne, Killstation, Hyro The Hero, Джекоби Шэддиксом и Спенсером Чарнасом.

### Hotel Kalifornia (2022)
25 февраля 2022 года группа выпустила сингл «CHAOS», который войдёт в их грядущий восьмой альбом. Вокальные партии в этой песне были исполнены всеми пятью участниками. 3 марта этого же года на эту песню вышел клип.
23 апреля выходит ещё один сингл — «Wild In These Streets». Клип с текстом песни был оформлен в стиле игры-франшизы «GTA».
6 июня группа анонсировала обложку альбома и его название - «Hotel Kalifornia». Для фанатов, которые оформили платную подписку в их официальном приложении, был открыт ранний доступ к третьему синглу - «City of the Dead», который выйдет в общий доступ 8 июня. 7 июня стала известна дата выхода альбома - 29 июля,а также трек-лист, состоящий из 14 песен. Через пару дней дата релиза альбома была перенесена на две недели - на 12 августа.
8 июля группа выпускает четвертый сингл из своего грядущего альбома «Trap God», в котором, так же, как и в первых двух синглах, участие принимали все вокалисты.
Альбом «Hotel Kalifornia» вышел 12 августа. 
28 апреля 2023 года вышла Deluxe версия альбома, в которую вошли 6 новых треков, в том числе «House of Mirrors» - совместная песня с Jelly Roll.

### Hollywood Forever (2024)
24 октября 2024 года группа выпустила сингл "Hollywood Forever" и клип на него. В конце клипа показаны участники в обновлённых масках.

## Музыкальный стиль и распределение вокальных ролей
Музыка Hollywood Undead представляет собой широкое разнообразие музыкальных стилей, в основном смесь хип-хопа с альтернативным роком и альтернативным металом. Однако, многие относят их к рэп-року, кранккору или ню-металу.
Половина песен в Swan Songs отображала смешанный стиль, в то время как другая половина показывала более тяжёлое звучание. Многие критики заявляли, что были в замешательстве из-за постоянного изменения звучания музыки. Альбом American Tragedy записан в том же стиле, но с большим количеством классических рок-инструментов, а также синтезаторов и электронных элементов, и большинство треков можно отнести скорее к рэп-року, чем к хип-хопу.
Большинство песен Hollywood Undead серьёзные и пессимистические («Day of the Dead», «Paradise Lost», «City», «S.C.A.V.A.», «Lion», «Save Me», «Coming Back Down», «Does Everybody In The World Have To Die», «Let Go», «Your Life», «Something To Believe», «Live Fast Die Young», «Second Chances», «Nightmare», «Monsters», «Worth It»), но встречаются и танцевальные, подходящие для исполнения в клубах («No.5», «Comin' in Hot», «One More Bottle», «Delish», «War Child», «Lights Out», «Usual Suspects», «Cashed Out», «Riot», «Another Level», «Killin' It», «Ghost Out»)
Группа заявила в интервью, что каждый член группы играет свою собственную роль в песне, написав и исполнив свой отрывок в композициях.
Большинство песен строятся следующим образом: 2, 3 (редко 4) рэп-куплета, припев, исполняемый чистым вокалом, и бридж, обычно представляющий собой смесь того и другого. Также встречаются песни без использования рэп-куплетов («Take Me Home», «I'll Be There», «Second Chances», «Medicate», «Unholy») и без чистого вокала («Does Everybody In The World Have To Die», «Killin It»).
До 2009 года партии, исполняемые чистым вокалом, пел Deuce. С выходом American Tragedy его роль взял на себя Danny. Da Kurlzz и Shady Jeff обычно не имели своего отрывка в песнях, выполняя роль скрим-вокалистов. Johnny 3 Tears и J-Dog обычно исполняют куплеты в серьёзных песнях, а Charlie Scene и Funny Man — в весёлых песнях клубной направленности. Есть песни, все куплеты в которых исполняет один участник группы: «No Other Place», «Delish», «Young», «S.C.A.V.A.», «Pour Me», «Lion», «Outside», «The Diary», «Paradise Lost» ,"Ghost", «Pray (Put Em In the Dirt)», «Something To Believe», «Second Chances» (Johnny 3 Tears), «This Love, This Hate»(Deuce), «Everywhere I Go», «Kill Everyone», «Bloody Nose», «Medicate», «Unholy» (Charlie Scene), «From The Ground», «Nobody’s Watching» (J-Dog), «Ghost Beach» (Danny). Только в четырёх песнях принимают участие сразу шесть членов группы: «Christmas in Hollywood», «Lump Your Head», «How We Roll», «Gravity». В. «The Natives» принимают участие все семь участников, включая Shady Jeff'а. В «Scene for Dummies» также принимает участие бывший седьмой участник, Shady Jeff, исполняя скит. В песнях «California Dreaming», «Bang Bang», «We Own the Night», «Time Bomb», «Empire», «Enemy», «Chaos», «Wild In These Streets», «Trap God», «Hourglass», «Go To War», «Dangerous», «FIrst Class Suicide» и в «Ransom» участвуют все пять оставшихся участников.

## Маски
На всех концертах участники группы носят маски, надевая их также во время фотосессий и некоторых интервью. Участники сами разрабатывают стиль своих масок.
Первые маски появились в самом начале творческого пути «Hollywood Undead» и были достаточно примитивными. Их можно встретить на немногочисленных фотографиях группы того периода. Также они появляются в первом клипе на песню «No.5» (2006).
Первые изменения маски претерпели перед выходом альбома «Swan Songs». Они стали более сложными и продуманными. У каждой маски появилась ещё одна версия — вокальная, с вырезом для рта. На живых выступлениях группа стала снимать маски после нескольких первых песен. Следующие изменения произошли в 2010 году, после ухода Deuce и перед выпуском альбома «American Tragedy». На масках Da Kurlzz, Johnny 3 Tears и J-Dog появились светящиеся элементы. В одном из своих интервью Charlie Scene заявил, что группа будет менять маски с выходом каждого нового альбома.
Летом 2019 года группа заявила, что отказывается от ношения масок. Johnny 3 Tears объяснил это решение тем, что «участники группы выросли из данных образов», а также лишними затратами при транспортировке масок. Концерты c 2020 года проходили уже без масок.
| Участник       | 2005—2007 | 2008—2010 | 2011—2012 | 2013—2014 | 2015—2016 | 2017—2019 |
| -------------- | --- | --- | --- | --- | --- | --- |
| J-Dog          | Бежевая хоккейная маска с округлыми вырезами для глаз. Рот заклеен долларом, на щеках бесформенные красные пятна — «кровоподтёки».       | Белая более рельефная маска, прорези для глаз сузились. Под глазами — брызги крови, на рту — кровавый доллар (есть два варианта маски).                                       | Белая маска с серыми, «обугленными» пятнами. Глаза «выжжены», светятся, на рту — двудолларовая банкнота. На маске своеобразный сложный рисунок.                                                                                           | Маска белого цвета, с фильтрами от противогаза на щеках. Вместо купюры на рту нарисован знак доллара. Также на лбу появилось изображение Всевидящего Божьего Ока. Глаза «выжжены» и светятся красным.           | Глаза «выжжены» более крупно, под глазами — кровоподтёки, знак доллара нарисован. На лбу надпись «UNDEAD» и Всевидящее Око.                                               | Маска стала проще в дизайне. Вокруг отверстий для глаз краской изображена выжженость и того же цвета стекающая кровь. Четыре струйки с одной стороны и три с другой. На месте рта имеется объёмный знак доллара ($). На лбу треугольная выпуклость. Имеется три вида маски: чёрно-золотая, серебряно-синяя и красно-белая. |
| Charlie Scene  | На голове — бумажный пакет из ресторана Del Taco. Поверх — чёрные очки.                                                                  | Чёрно-белая бандана с надписью Charles P. Scene, прикрывающая рот и чёрные очки.                                                                                              | Белая бандана с надписью Charlie Scene и чёрные очки. | Серая бандана с надписью Charlie Scene. Оправа очков матового чёрного цвета. | Бандана, как и в 2008, чёрного цвета с немного изменённым рисунком. | Бандана, на которой имеется надпись «HOLLYWOOD CHARLIE SCENE», а также имеются изображения пальм и знака LA, присутствующего на предыдущих банданах. Имеется три вида: чёрно-золотая, чёрно-белая с синеватым оттенком и красно-белая.                                                                                     |
| Johnny 3 Tears | Белая хоккейная маска, под глазами чёрные подтёки, рот заклеен накрест красной/серебряной изолентой, на лбу несколько круглых отверстий. | Голубая маска, вокруг правого глаза — чёрная бабочка, на правой щеке и на подбородке ещё несколько, под левым глазом — цифра 3. На голове — бело-золотая капитанская фуражка. | Маска стала более вытянута по вертикали, цифра 3 располагается по всей левой половине лица и светится, узор бабочки более сложный. Капитанская фуражка стала чёрного цвета.                                                               | Маска с элементами мозаики или же с эффектом растрескивания, состоящая из маленьких частей. Тройка, как и раньше, находится на левой половине лица, а правую украшает узор из бабочки, к тому же стала золотой. | Маска имеет черты белого и синего, тройка «выбита» на левой щеке. Также имеются элементы растрескивания. Вверху, правее тройки, видны бабочки, а также голубь с гранатой. | Вся маска покрыта вырезанными на ней бабочками. Изображение тройки соответствует предыдущему варианту, только теперь имеется ещё одна тройка, симметричная ей, на другой щеке. Имеется три вида маски: чёрно-золотая, серебряно-синяя и красно-белая.                                                                      |
| Da Kurlzz      | Простая белая театральная маска с узкими прорезями для глаз, двумя круглыми отверстиями для носа и маленьким ртом.                       | Белая маска, правая часть которой ухмыляется, а левая — злится. Правая часть имеет явное сходство с Майклом Джексоном.                                                        | Белая маска, левая часть которой — весёлая, а правая — злая. На маске стало больше морщин, на «злой» половине проступают красные светящиеся прожилки. Также светится линия посередине маски, разделяющая две половины. Волосы растрёпаны. | Маска сохранила свои старые черты, но теперь стала более грозной. Морщин стало ещё больше, и теперь у маски две новые половины: грустная, испуганная с открытым ртом и обгорелая, злая.                         | У маски две половины: левая грустная (белая) и правая весёлая (чёрная). Более детализован рельеф, много морщин и складок.                                                 | — |
| Funny Man      | На голове — чёрная ткань без прорезей, поверх очки с белой оправой.                                                                      | Чёрная маска с золотыми буквами FM на левой щеке и три золотые точки под правым глазом, унылое выражение лица.                                                                | Чёрная тканевая маска без прорезей, на левой щеке белый значок с надписью UNDEAD, на правой щеке три белые точки. | Чёрная тканевая маска. На лице серебряный узор, придающий маске стиль мексиканских борцов Луча Либре. На правой щеке виднеются три белые точки, а на лбу надпись FM.                                            | Чёрная тканевая маска без прорезей, на левой щеке белая надпись LA. На правой три белые точки.                                                                            | Хоккейная маска со множеством дырок. На месте носа две дырки, как у черепа. На правой щеке три белые точки. Отверстия глаз и носа зашиты тканью. Имеется три вида: чёрная, синяя и красная. |
| Danny          | — | Золотая маска с чёрными пятнами | Золотая маска с металлическим блеском. Вокруг левого глаза — латинский крест. | Золотая маска с более строгими чертами лица. Латинский крест заменили гильзы от патронов. | Маска сплетена из колец (наподобие кольчуги) золотого цвета, отсутствуют прорези для глаз и рта, около левого глаза — силуэт гильзы.                                      | Ухмыляющаяся маска с крестом и пятнами на правой щеке. Имеется три вида: чёрно-золотая, серебряно-синяя и красно-белая. |
| Deuce          | Белая хоккейная маска с голубыми подтёками под глазами. Рот заклеен тремя полосками розовой изоленты разной длины.                       | Серебряная маска. Рот заклеен тремя полосками розовой изоленты разной длины, имеется прорезь для рта.                                                                         | Как сольный исполнитель: Серебряная маска. Рот заклеен тремя полосками розовой изоленты разной длины, имеется прорезь для рта. | Как сольный исполнитель: Серебряная маска, покрытая зеркальными пластинами; маска, раскрашенная в цвета американского флага; красная маска, покрытая надписями «Danger».                                        | Как сольный исполнитель: Серебряная хоккейная маска с вкраплениями белого, рот заклеен тремя полосками розовой изоленты разной длины.                                     | Как сольный исполнитель: Серебряная хоккейная маска с вкраплениями белого, рот заклеен тремя полосками розовой изоленты разной длины. |
| Shady Jeff     | Чёрная\красная бандана, чёрные солнечные очки.                                                                                           | — | — | — | — | — |

## Дискография
- 2008: Swan Songs
- 2011: American Tragedy
- 2013: Notes From The Underground
- 2015: Day of the Dead
- 2017: Five
- 2020: New Empire Vol.1
- 2020: New Empire, Vol. 2
- 2022: Hotel Kalifornia

## Награды и номинации
| Год  | Номинант                          | Категория                                      | Результат | Место |
| ---- | --------------------------------- | ---------------------------------------------- | --------- | ----- |
| 2009 | Hollywood Undead                  | Rock On Request: Top Crunk/Rock-rap Band       | Победа    | 1     |
| 2011 | «Been to Hell»                    | AOL Radio: Top 10 Rock Songs of 2011           | Победа    | 5     |
| 2011 | «Levitate (Digital Dog Club mix)» | WGRD’s 2011 Favorite Listener Band of The Year | Победа    | 1     |

## Состав
| Нынешний состав - J-Dog — вокал, скрим, гитара, клавишные, программирование (2005—настоящее время), бас-гитара (2011—настоящее время) - Funny Man — вокал, скрим (2005—настоящее время) - Johnny 3 Tears — вокал, скрим (2005—настоящее время), бас-гитара (2013—настоящее время) - Charlie Scene — вокал, скрим, гитара (2005—настоящее время) - Danny — вокал (2010—настоящее время), клавишные (2011—настоящее время), гитара (2011—настоящее время), бас-гитара (2013—настоящее время) Нынешние сессионные участники - Greg Garman — ударные, перкуссия (2019—настоящее время) Бывшие участники - Da Kurlzz — ударные, перкуссия, скрим (2005—2017) - Shady Jeff — вокал, скрим (2005—2007) - Deuce — вокал, скрим, бас-гитара (2005—2010) Бывшие сессионные участники - Glendon «Biscuitz» Crain — ударные, перкуссия (2008—2010) - Daren Pfeifer — ударные, перкуссия (2010—2014) - Tyler Mahurin — ударные, перкуссия (2014—2017) - Matt Oloffson — ударные, перкуссия (2017—2019) |

## Дополнительные факты
- Прозвища участников связаны с чем-либо, например: J-Dog — с инициалами «JD» (Jorel Decker), Johnny 3 Tears образовано от названия его прежней группы «3 Tears», Da Kurlzz назвали в честь его кудрявых волос, Deuce — сокращение Tha Producer, Funny Man — из-за его веселого нрава и зачастую несмешных шуток, Charlie Scene — по словам Чарли, это первое, что пришло ему в голову, Danny — от его настоящего имени — Daniel[35].
- Многие фанаты принимают песню «I Must Be Emo» за творчество Hollywood Undead, однако она написана дуэтом Adam & Andrew. «Люди настолько, блин, тупые, что считают эту песню нашей!» — прокомментировал Da Kurlzz[36].
- Символом группы является голубь, несущий гранату. По словам Johnny 3 Tears, он означает, что в любом положении есть выбор, за который мы впоследствии несём ответственность[35].